# 鈴木徳義
鈴木 徳義（すずき のりよし）は、日本の元アマチュア野球選手（投手）。

## 経歴・人物
木更津中央高校では2年秋の県大会決勝で延長14回を完投して優勝。関東大会では決勝で深谷商の竹内広明と投げ合うが敗れた。3年生の時に、1971年の春の選抜に出場し、準決勝までに進んだ。その準決勝で岩木哲や奥田直也らがいる大鉄高校に敗れた。同年の夏の県大会の準々決勝において、勝浦高校に敗れた。高校卒業後は新日本製鐵名古屋に入社した。
新日本製鐵名古屋に在籍していた時は、1974年のドラフト会議で大洋ホエールズから4位指名を受けたが、入団に拒否し、チームに残留した。1976年の日本選手権では高校3年春の選抜準々決勝で投げ合った水谷啓昭との2本柱で準決勝は完投勝利するなど優勝に貢献。1982年の都市対抗野球では、電電北陸の補強選手として出場し、10年連続出場選手に選ばれた。
その後は、1987年から2年間新日本製鐵名古屋の監督、2003年から3年間は東海REXコーチを務めた。